# Geronima Mazzarini
Jerónima Mazzarini (em italiano:  Geronima ou Girolama Mazzarini, Roma, 1614 — Paris, 29 de dezembro de 1656) foi uma descendente de uma família nobre siciliana, irmã do Cardeal Mazarino, do cardeal Miguel Mazzarino e de Laura Margarida Mazzarini.

## Biografia resumida
Filha de Pietro Mazzarino e Hortênsia Bufalini, Geronima casa-se em 6 de agosto de 1634 com o barão romano Lorenzo Mancini († 1660). 
Dez filhos (quatro meninos e seis meninas) nasceram desta união:
- Laura Mancini (1636-1657)
- Paul Mancini (1636-1652), morto durante a Fronda
- Olímpia Mancini (1638-1708)
- Maria Mancini (1639-1715)
- Filipe Mancini, Duque de Nevers (1641-1707)
- Alphonse Mancini (1644-1658)
- Hortênsia Mancini (1646-1699)
- Uma menina (1647-1649)
- Maria Ana Mancini (1649-1714).
- Um menino

O Cardeal Mazarino casou cada um dos filhos de Geronima Mazzarini com grandes nomes da França e Itália. Dada a grande proteção do Cardeal às suas sobrinhas estas eram popularmente conhecidas por Mazarinettes.